# George Marshall (regista)
George Marshall (Chicago, 29 dicembre 1891 – Los Angeles, 17 febbraio 1975) è stato un regista, sceneggiatore e attore statunitense.

## Biografia
Cominciò la sua carriera nel cinema muto firmando numerosi western, un genere che in seguito non abbandonò mai completamente. Marshall eccelse anche nella commedia brillante: girò una mezza dozzina di pellicole con Bob Hope e Jerry Lewis lavorando anche con Stanlio e Ollio, W.C. Fields, Jackie Gleason e Will Rogers.

### Vita privata
Fu presidente della Screen Directors Guild dal 1948 al 1950.
È stato sepolto nell'Holy Cross Cemetery a Culver City.

## Riconoscimenti
- Stella alla Hollywood Walk of Fame (Cinema), 7048 Hollywood Blvd

## Filmografia parziale

### Regista
- Across the Rio Grande – cortometraggio (1916)
- The Committee on Credentials – cortometraggio (1916)
- Love's Lariat, co-regia di Harry Carey (1916)
- A Woman's Eyes – cortometraggio (1916)
- The Devil's Own – cortometraggio (1916)
- Won by Grit – cortometraggio (1917)
- The Comeback – cortometraggio (1917)
- The Husband Hunter – cortometraggio (1918)
- The Gun Runners – cortometraggio (1919)
- The Adventures of Ruth, co-regia di (non accreditata) Ruth Roland (1919)
- Ruth of the Rockies (1920)
- Prairie Trails (1920)
- Why Trust Your Husband (1921)
- Hands Off! (1921)
- Avvoltoi della foresta (A Ridin' Romeo) (1921)
- After Your Own Heart (1921)
- The Lady from Longacre (1921)
- Smiles Are Trumps  (1922)
- The Burglar (1924)
- Camping Out (1928)
- Hey Diddle Diddle (1930)
- Un'idea geniale (Their First Mistake) (1932)
- Il compagno B (Pack Up Your Troubles) co-regia Raymond McCarey (1932)
- Trainati in un buco (Towed in a Hole) (1932)
- Messaggio a Garcia o Messaggio segreto (A Message to Garcia) (1936)
- Partita d'azzardo (Destry Rides Again) (1939)
- La donna e lo spettro (The Ghost Breakers) (1940)
- La vendetta dei Dalton (When the Daltons Rode) (1940)
- I due del Texas (1941)
- Un sacco d'oro (Pot o' Gold) (1941)
- Signorine, non guardate i marinai (Star Spangled Rhythm) co-regia A. Edward Sutherland (non accreditato (1942)
- La valle degli uomini rossi (Valley of the Sun) (1942)
- Presi tra le fiamme (The Forest Rangers) (1942)
- Riding High (1943)
- Un fidanzato per due (And the Angels Sing) (1944)
- Mi piace quella bionda (Hold That Blonde) (1945)
- Bionda incendiaria (Incendiary Blonde) (1945)
- Murder, He Says (1945)
- La dalia azzurra (The Blue Dahlia) (1946)
- La storia di Pearl White (The Perils of Pauline) (1947)
- Monsieur Beaucaire (1947)
- Rivista di stelle (Variety Girl) (1947)
- Azzardo (Hazard) (1948)
- La quercia dei giganti (Tap Roots) (1948)
- La mia amica Irma (My Friend Irma) (1949)
- Che vita con un cowboy! (Never a Dull Moment) (1950)
- Ai vostri ordini signora! (Fancy Paints) (1950)
- Gli amori di Cristina (A Millionaire for Christie) (1951)
- Il giuramento dei Sioux (The Savage) (1952)
- Il mago Houdini (Houdini) (1953)
- Morti di paura (Scared Stiff) (1953)
- I figli del secolo (Money from Home) (1953)
- Polizia militare (Off Limits) (1953)
- Giarrettiere rosse (Red Garters) (1954)
- Duello nella giungla (Duel in the Jungle) (1954)
- Oltre Mombasa (Beyond Mombasa ) (1954)
- La storia di Tom Destry (Destry) (1955)
- I pilastri del cielo (Pillars of the Sky) (1956)
- Il forte delle amazzoni (The Guns of Fort Petticoat) (1957)
- Il marmittone (The Sad Sack) (1957)
- Il falso generale (Imitation General) (1958)
- La legge del più forte (The Sheepman) (1958)
- Il gioco dell'amore (The Mating Game) (1959)
- Cominciò con un bacio (It Started with a Kiss) (1959)
- Gazebo (1959)
- Tanoshimi, è bello amare (Cry for Happy) (1961)
- Furto su misura (The Happy Thieves) (1961)
- La conquista del West (How the West Was Won) (1962), co-diretto con John Ford, Henry Hathaway e Richard Thorpe
- Quella strana condizione di papà (Papa's Delicate Condition) (1963)
- Compagnia di codardi? (Advance to the Rear) (1964)
- Un bikini per Didi (Boy, Did I Get a Wrong Number!) (1966)
- La minigonna proibita della compagna Schultz (The Wicked Dreams of Paula Schultz) (1968)
- Jerryssimo! (Hook, Line & Sinker) (1969)

### Aiuto regista
- Liberty, regia di Jacques Jaccard e Henry MacRae (1916)

### Sceneggiatore
- Avvoltoi della foresta (A Ridin' Romeo), regia di George Marshall (1921)